# Lockheed AP-2H
Die AP-2H Neptune war ein Erdkampfflugzeug der U.S. Navy, von dem vier Exemplare während des Vietnamkrieges eingesetzt wurden.

## Entwicklung
Es handelt sich hierbei um P-2H-Umbauten, die das elektronische System TRIM (Trails & Roads Interdiction, Multi-Sensor) trugen. Über dieses Zielerfassungssystem ist wenig bekannt gegeben worden, doch wahrscheinlich enthielt es ein FLIR, Tiefflugvideo und Geländeverfolgungsradar. Die Flugzeuge waren auch an nächtliche Einsätze angepasst, mit Flammendämpfern an den Kolbenmotoren und „Stillpaketen“ an den zusätzlichen Turbojets. Die nachstehend beschriebene Bewaffnung (zu der auch zwei nach hinten feuernde 20-mm-Kanonen gehörten, für Ziele, die bereits überflogen wurden) konnte auch durch auf Zapfen gelagerte 7,62-mm-M60-Maschinengewehre ergänzt werden, die an beiden Seiten in den entfernbaren hinteren Fenstern aufgestellt wurden.

## Einsatz
Die vier umgebauten Maschinen wurden vom US-Stützpunkt in der Bucht von Cam Ranh ab dem 14. Januar 1968 in Vietnam eingesetzt. Am 1. September 1968 wurden die vier Flugzeuge in der Staffel VAH-21 Roadrunners zusammengefasst. Die Staffel wurde jedoch bereits am 16. Juni 1969 wieder außer Dienst gestellt. Die AP-2H wurden eingemottet. Die Maschinen dienten im Wesentlichen zur Erprobung neuer Nachtsichtgeräte und deren Einsatzmöglichkeiten. Die gewonnenen Erkenntnisse wurden u. a. bei der Ausrüstung der Grumman A-6C Intruder angewendet.

## Beschreibung
| Typ          | mehrsitziges Schlachtflugzeug |
| Antrieb      | zwei Turbo-Kombinationskolbenmotoren Wright R-3350-32W mit je 2.610 kW zwei Turbojets Westinghouse J34-WE-32W mit je 1.542 kg Schub                      |
| Flugleistung | Höchstgeschwindigkeit 648 km/h Reichweite 3.450 km |
| Abmessungen  | Spannweite 31,65 m Länge 27,94 m |
| Gewicht      | leer: 22.646 kg max. Startmasse 36.233 kg |
| Bewaffnung   | sechs 20-mm-Kanonen M64; zwei SUU-11B/A-Gehäuse mit je einem 7,62-mm-Minigun-Maschinengewehr und bis zu vier Gehäuse für insgesamt max. 76 70-mm-Raketen |